# Avinguda d'Aragó (València)
L'avinguda d'Aragó és una via urbana de València situada entre la Plaça de Saragossa al sud (al creuament entre el Passeig de l'Albereda, el Pont d'Aragó i l'avinguda del Port) i la Plaça del Cardenal Vicent Enrique i Tarancón al nord (al creuament entre l'avinguda de Blasco Ibáñez i l'avinguda de Catalunya.
L'avinguda pren el nom de la desapareguda estació d'Aragó, estació de ferrocarril demolida l'any 1974 que estava situada a l'inici de l'actual avinguda, a la Plaça de Saragossa. Des d'aquesta estació eixien els trens amb destinació a la comunitat aragonesa.

## Història
Abans de construir-hi l'avinguda, el terreny era ocupat per una de les ramificacions de la séquia de Mestalla. Aquest nom seria adoptat pel camp de futbol del València CF, situat primer al principi de l'avinguda (1919) i posteriorment (1923) al final amb la construcció de l'actual estadi.
L'avinguda també albergava al seu inici l'estació d'Aragó des de l'any 1902, mentre que la resta de l'actual avinguda es trobava repleta d'una mar de vies ferroviàries i cotxeres per als vagons i locomotores. El barri al voltant es constituïa del col·lectiu de treballadors ferroviaris., i el nom d'Aragó seria el que finalment prendria l'avinguda.

## Elements importants

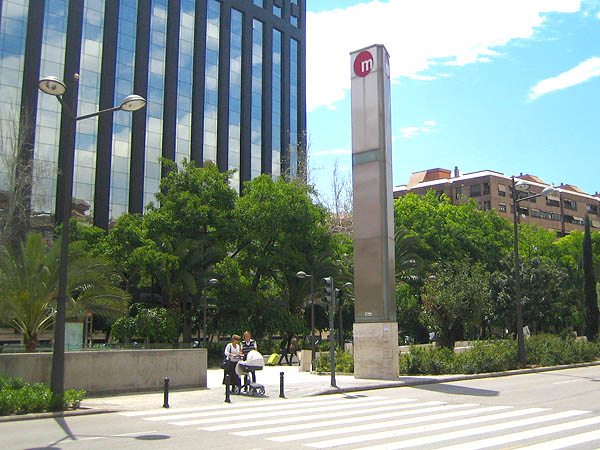
Vista parcial de l'Edifici d'Europa a l'altura de l'estació de metro.

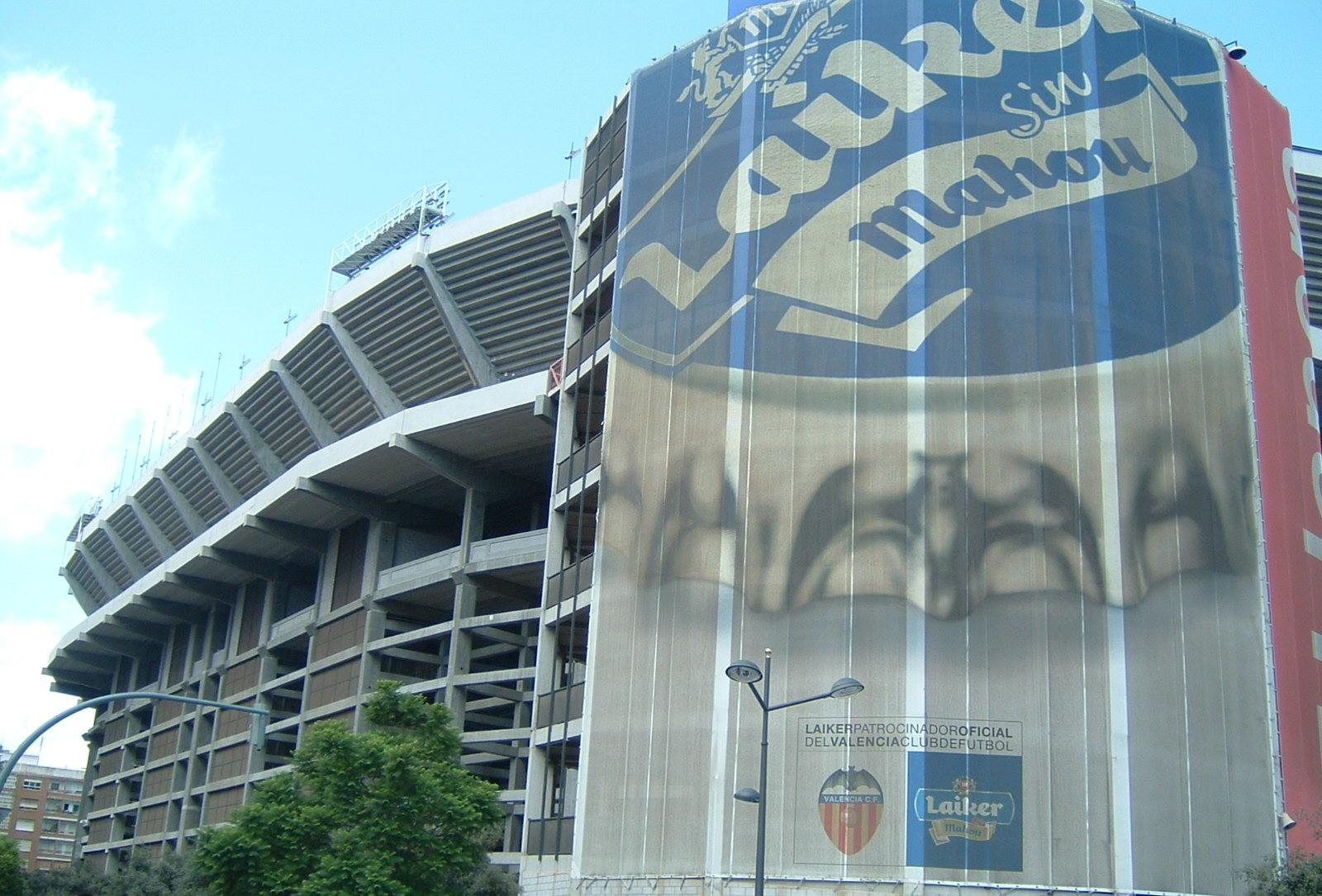
L'Estadi de Mestalla

L'edifici més conegut de l'avinguda és l'estadi de futbol Mestalla, del qual la graderia anomenada "Grada de la Mar" recau a l'avinguda d'Aragó. Està previst que canvie d'emplaçament, ja que el València CF té en construcció el Nou Mestalla a l'avinguda de les Corts Valencianes al barri de Benicalap. Al costat mateix de l'estadi, a la Plaça Luis Casanova, hi havia l'edifici del "Nou Ajuntament" de València, que va ser demolit en novembre de 2015 per construir-hi un hotel, segons un acord signat pel consistori de Rita Barberá amb la companyia hotelera Expogrupo. Així, les dependències de l'Ajuntament es van traslladar a l'antic Palau de la Indústria (conegut popularment com "La Tabacalera" per haver sigut durant dècades fàbrica de tabacs) al veí barri de l'Exposició..
Altre edifici destacable a l'avinguda d'Aragó és l'Edifici Europa, un bloc d'oficines molt conegut a la ciutat, i altres elements que hi trobem són la font en Memòria de les Víctimes de la Riuada de 1957 i l'escultura commemorativa de la Copa del Món de Futbol de 1982.
Travessa de sud a nord el districte del Pla del Real, concretament el barri de Mestalla des del Pont d'Aragó sobre el vell llit del riu Túria i actual Jardí del Túria fins al barri de la Ciutat Universitària.
Al mig de l'avinguda trobem l'estació subterrània de metro d'Aragó, inaugurada l'any 2003 i pertanyent a la Línia 5 que connecta el centre de la ciutat amb l'estadi de Mestalla, l'Aeroport, l'Estació del Nord, l'Estació Joaquim Sorolla, el Passeig Marítim i el municipi de Torrent.